# Прокидається Балтія
Прокидається Балтія! (лит. Bunda jau Baltija, латис. Atmostas Baltija, ест. Ärgake, Baltimaad) — це тримовна балтійська пісня, створена до акції «Балтійський шлях». Інколи звана «загальним гімном Балтії». Литовська частина тексту була виконана Жильвінасом Бубелісом, латвійська — Віктором Земґалсом, естонська — Тармо Піхлапом.